# S/S Engelbrekt

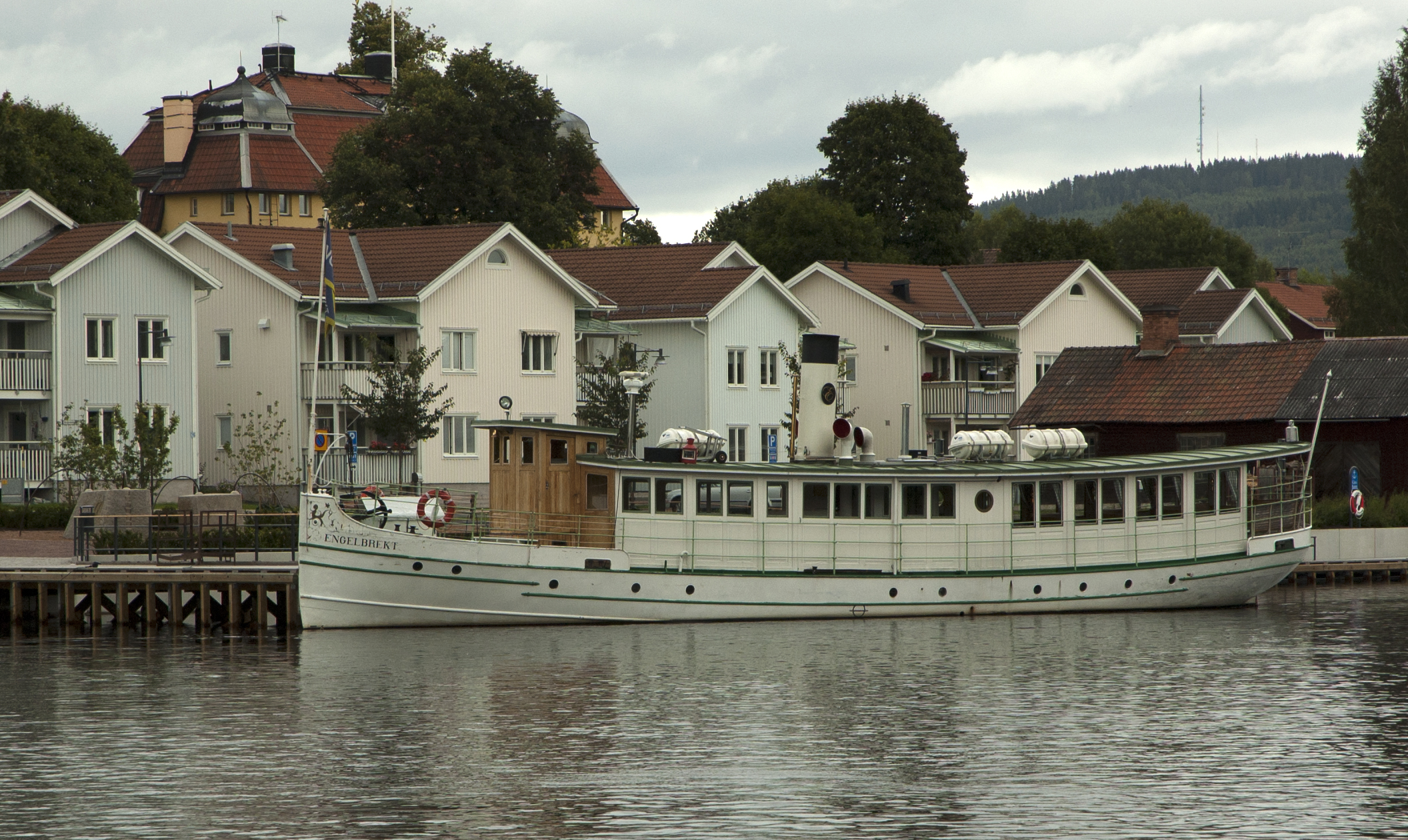
S/S Engelbrekt i Leksand.

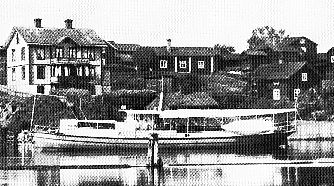
Engelbrekt i Mora

S/S Engelbrekt byggdes på Lindholmens varv i Göteborg 1866 för Mora Ångbåts AB. Fartyget levererades från varvet i delar för slutmontering i Mora för trafik på Siljan, Orsasjön och Österdalälven på rutten Mora–Insjön, och gjorde sina första turer våren 1867. Avsikten var att ersätta den ålderstigna S/S Prins August för persontransporter över Siljan. Dess ursprungliga namn var S/S Mora.
Transportbehovet översteg snart Mora:s kapacitet. Redan 1873 bildades Österdalarnes Ångbåts AB och troligen redan samma år övertog bolaget Mora från Mora Ångbåts AB. År 1876 byggde bolaget även fartyget S/S Österdalarne. År 1875 bildades även Ångfartygs AB Gustaf Wasa, som året därpå, samtidigt med Österdalarne inledde persontransporter med M/S Gustaf Wasa. Österdalarnes Ångbåts AB konkurrerade snart ut Ångfartygs AB Gustaf Wasa och köpte upp dess båtar, och blev därmed ensamma om persontransporter på Siljan.

## Historik
År 1884 kom järnvägen till Insjön. Till en början innebar detta snarast en fördel för ångbåtstrafiken, då antalet turister ökade och ångbåtarna fick möjlighet att ombesörja turisternas vidare transport till Siljantrakten. År 1890 nådde dock järnvägslinjen från Falun till Rättvik, och förlängdes därifrån 1891 till Mora och 1892 till Orsa. Persontrafiken inskränktes till att i första hand omfatta sträckan Insjön-Rättvik, men sedan järnvägslinje invigts på sträckan 1915, minskade persontransporterna betydligt.
Mora byggdes 1902–1903 om vid Övermo varv i Övermo, enligt uppgift skall hon ha förändrat drastiskt, och endast köl och spant från det äldre fartyget skall ha sparats. Maskineriet ersattes av en compoundångmaksin om 80 hästkrafter tillverkad vid Härnösands mekaniska verkstad
Fartyget sjönk vintern 1949–1950 i Leksands hamn, bärgades, men lades upp 1952. Hon användes sedan som flytande sommarstuga utan maskin vid Västanviksbadet i Leksand, för att efter renovering åter börja segla 1996.
Från 1996 går fartyget åter i trafik, det ägs av Stiftelsen Ångfartyget Engelbrekt, driften sköts av Ångfartygs AB Engelbrekt som arrenderar fartyget av stiftelsen.
S/S Engelbrekt är det näst äldsta bevarade passagerångfartyget i landet. Hon är k-märkt av Statens Maritima Museer.
Eftersom fartyget är tillräckligt lågt kan det gå under järnvägsbroarna i Leksand och Mora, och därmed trafikera hela området. Dessa broar var tidigare öppningsbara för att kunna släppa fram större fartyg.

## Restaureringen
Ångfartyget Engelbrekts Vänförening bildades 1993 och fick det då maskinlösa fartyget i gåva av tidigare ägare, liksom en ångmaskin som sparats från det skrotade varpfartyget Ore Elf. Merparten av skrovet från 1860-talet kunde bevaras. Endast 70 m² av de ursprungligas skrovplåtarna behövde bytas, i första hand plåtar i fribordet.
Fartyget kunde sjösättas efter ett drygt år, och hela renoveringen tog drygt två år.
År 2012 genomfördes en totalrenovering av maskinen och året därefter fick fartyget ett nytt roder.

## Nuvarande drift
S/S Engelbrekt drivs idag av Ångfartygs AB Engelbrekt som ägs av Ångfartyget Engelbrekts Vänförening. Föreningen har som mål att hålla fartyget flytande och finansierar reparationer och underhåll genom att erbjuda älvturer med middag nedför Österdalälven enligt en turlista som publiceras på föreningens hemsida www.engelbrekt.info. Fartyget går även att chartra för dagsturer och evenemang som bröllop, dop, företagsmiddagar etc. Fartyget är idag endast i drift sommartid. Fartygets nuvarande hemmahamn är Leksand.